# Zamia paucifoliolata
Zamia paucifoliolata — вид саговникоподібних з родини замієвих (Zamiaceae). Місцем проживання цього виду є Колумбія.